# Paul Matschie
Paul Matschie (Brandenburg an der Havel, 11 augustus 1861 - Berlin-Friedenau, 7 maart 1926) was een Duits zoöloog.
Hij studeerde wiskunde en natuurwetenschappen aan de Maarten Luther-Universiteit in Halle en de Humboldtuniversiteit te Berlijn en startte nadien als onbetaald vrijwilliger aan het Museum für Naturkunde onder de leiding van Jean Cabanis. In 1892 werd hij in het museum afdelingshoofd van het department zoogdieren. In 1895 werd hij bevorderd tot de positie van conservator. In 1902 werd hij een professor, in 1924 onderdirecteur van het museum.
Tussen 1891 en 1893 beschreef hij elf soorten reptielen. Een soort van de gekko's, de Hemidactylus matschiei (Tornier, 1901) (een halfvingergekko) werd naar hem genoemd.
Tussen 1903 en 1914 beschreef hij meerdere gorilla's, waaronder de oostelijke gorilla (de berggorilla en de oostelijke laaglandgorilla) en de Cross Rivergorilla.
De Matschieboomkangoeroe (Dendrolagus matschiei) en de Matschies galago (Galago matschiei) zijn twee soorten zoogdieren die zijn naam dragen.